# Джафар'ян
Джафар'ян (перс. جعفريان) — село в Ірані, входить до складу дехестану Барандуз у Центральному бахші шахрестану Урмія провінції Західний Азербайджан.